# Chaco tecka
Chaco tecka is een spinnensoort in de taxonomische indeling van de bruine klapdeurspinnen (Nemesiidae).
Chaco tecka werd in 1995 beschreven door Goloboff.